# Thomas Dubiez
Thomas Dubiez (Lons-le-Saunier, 5 maggio 1980) è un ex cestista francese.

## Palmarès
- Coppa di Francia: 1

BCM Gravelines: 2005
- Match des Champions: 1

BCM Gravelines: 2005